# Erik Hedling

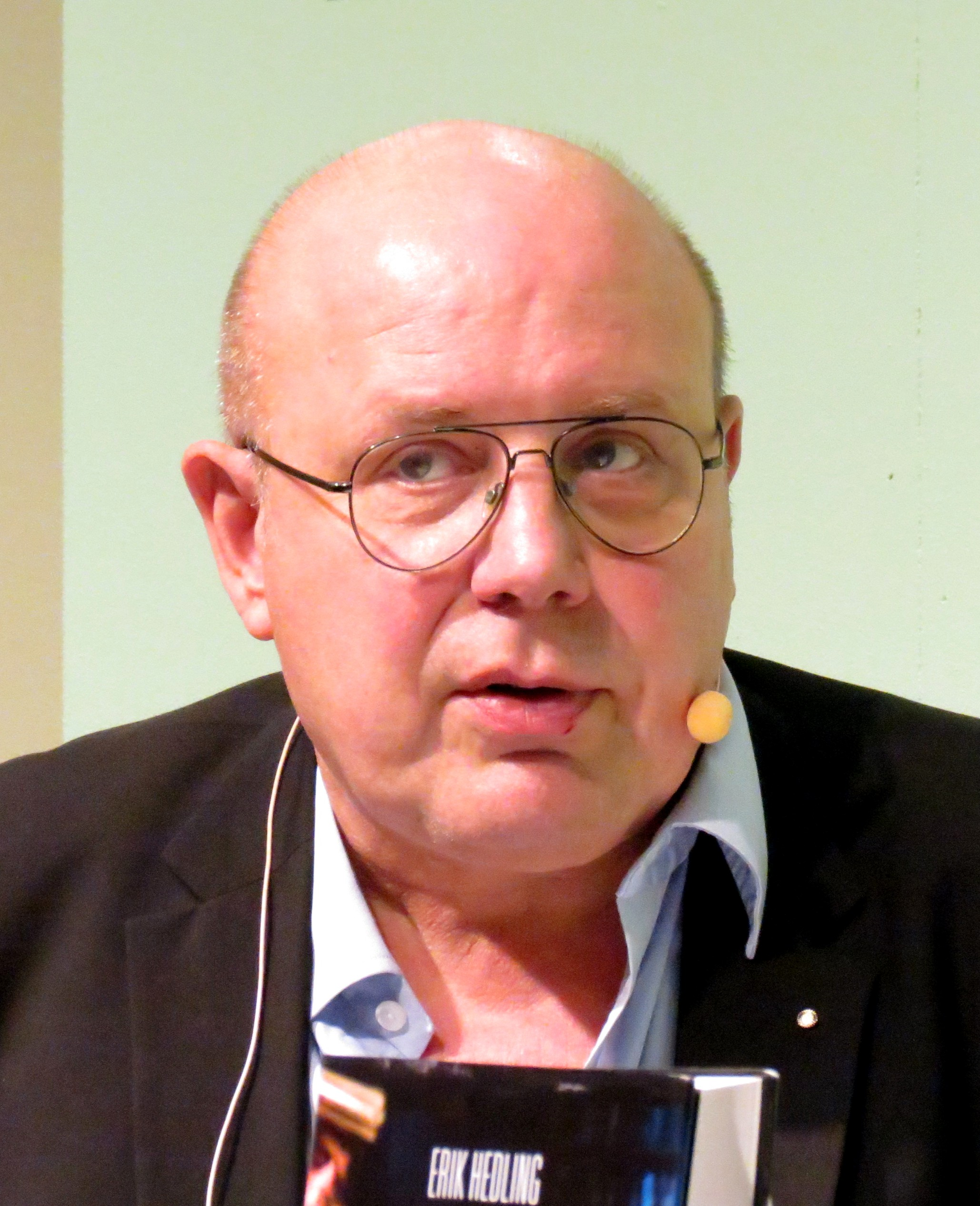
Erik Hedling på Bokmässan i Göteborg 2014.

Erik Olof Ragnar Hedling, född 26 juli 1955, är en svensk litteraturvetare och filmvetare, verksam som professor vid Lunds universitet.
Hedling disputerade för filosofie doktorsexamen 1992 vid Lunds universitet på avhandlingen Lindsay Anderson och filmens estetik varpå han var verksam som docent, forskarassistent och universitetslektor i litteraturvetenskap med inriktning på film vid samma lärosäte. År 2001 erhöll han en professur i litteraturvetenskap med inriktning mot film och medier. Han har även varit gästprofessor vid University of Minnesota, University of Colorado och University of Auckland.
Hedling har haft en rad administrativa uppdrag vid Lunds universitet, bland annat: ledamot av Historisk-filosofiska fakultetsrådet 2000–2002, prefekt för Litteraturvetenskapliga institutionen och ordförande i institutionsstyrelsen 2001–2003, prodekanus för Språk- och litteraturvetenskapliga sektionen 2003–2005 samt ordförande i forskarutbildningsnämnden 2007–2008.
Hedlings forskningsintressen omfattar dels svensk filmhistoria, särskilt Ingmar Bergman, dels den brittiske regissören Lindsay Andersons verksamhet. Vid sidan av sin akademiska produktion har han även medverkat som kritiker i Sydsvenska Dagbladet och Svenska Dagbladet.

## Utmärkelser, ledamotskap och priser
- Ledamot av Vetenskapssocieteten i Lund (LVSL, 1999, preses 2008-2010)[1]